# Nitidulina eclavata
Nitidulina eclavata is een keversoort uit de familie glanskevers (Nitidulidae). De wetenschappelijke naam van de soort is voor het eerst geldig gepubliceerd in 1926 door Martynov.